# 24 часа (3-й сезон)
Третий сезон американского драматического телесериала «24 часа», также известный как «Третий день», премьера которого состоялась в США на телеканале Fox 28 октября 2003 года. Закончилась трансляция 25 мая 2004 года. Сюжетная линия начинается в 13:00 дня. В сезоне 24 эпизода продолжительностью около 51 минуты (в отличие от стандартных 43 минут).

## Обзор сезона
Третий сезон начинается через 3 года после того, как закончился второй. Действия происходят как в Лос-Анджелесе, так и в Мексике. В течение всего дня Джек Бауэр и Дэвид Палмер пытаются остановить распространение опасного биологического вируса.
Две основные части сюжета:
1. Первый акт повествует о неминуемой опасности распространения биологического вируса, в связи с чем освобождается заключённый. Всё это является уловкой, чтобы получить доступ к настоящему вирусу в Мексике.
2. Во втором акте Джек и другие участники КТО преследуют вирус в Мексике.

### Основные сюжетные линии
- Джек Бауэр борется с наркозависимостью, которую получил, пока работал под прикрытием в наркокартеле.
- Президент Палмер сталкивается со скандалом из-за своей возлюбленной — женщины врача.
- Тони Алмейда и Мишель Дэслер вынуждены выбирать между своей работой и личной жизнью.
- Джек неодобрительно относится к отношениям своей дочери Ким Бауэр и своего коллеги Чэйза Эдмунза.
- В КТО вводится новый сотрудник Хлоя О’Браен.
- Палмер вынужден прикрывать свою бывшую жену Шэрри, когда она переходит границы и оказывается виновна в смерти человека.
- Ким Бауэр пытается доказать свою полноценную компетентность, а Джек дал должность Ким в КТО, чтобы присматривать за ней на работе.
- Джек Бауэр наконец-то убивает Нину Майерс, отомстив за смерть Тери Бауэр.
- Стивен Сандерс, угрожая выпустить вирус на свободу, заставляет президента отдать приказ об убийстве Райана Шапеля.
- Сотрудники КТО, в том числе Чэйз Эдмунс и Адам Кауфман, сталкиваются с личными проблемами на работе.

### Сюжет
День 3 начинается с появления угрозы биологического вируса, который может быть распространён в Лос-Анджелесе. Джек пытается преодолеть свою героиновую зависимость, которую получил ранее, пока находился под прикрытием в наркокартеле Рэймона и Гектора Салазара. Коллеги Джека подозревают, что проблемы со здоровьем Джека связаны со смертью его жены в первом сезоне. Джек хочет защитить свою дочь от неприятностей, и, когда он узнаёт, что его новый напарник Чэйз Эдмунс встречается с Ким, между ними тремя возникает напряжённость в общении и работе.
Президент Палмер добивается переизбрания, его оппонент - сенатор Джон Килер, но кампания Палмера оказывается под угрозой, когда влиятельный покровитель Алан Милликен требует отставки брата Палмера, Уэйна, из-за их связи со своей женой Юлией Милликен. Кампания Пармера также может пострадать из-за его отношений со своим врачом Анной Пакард. Президент просит свою бывшую жену разобраться с Милликеном. В ключевой момент Шерри Палмер не даёт возможности Алану принять лекарство, из-за чего он умирает. Это представляет ещё большую угрозу кампании Палмера. В конце дня Анна Милликен убивает Шерри Палмер и саму себя, после чего Дэвид Палмер отказывается от переизбрания и уходит на покой.
Тони Алмейда, Гаэль Ортега и Джек Бауэр ранее работали под прикрытием в операции по нахождению настоящего биологического вируса. Чэйз, не зная об этой операции, пытается спасти Джека от семьи Салазаров. Тони после ранения в шею возвращается в КТО, чтобы возглавить отдел и закончить операцию, но Мишель Дэслер сомневается в его дееспособности.
Нина оказывается вторым покупателем вируса, который хотел купить Джек при помощи Салазаров. Покупка срывается, Нину арестовывает КТО, и она пытается сбежать, но Джек её убивает.
Амадор встречается со своим сообщником Маркусом Алверсом, который запускает вирус в отель. Мишель оказывается в это время в отеле. Гаэль и несколько других людей в отеле умирают от вируса, но Мишель оказывается здорова. Джек вынужден убить Шапеля из-за шантажа со стороны Стивена Сандерса.
Стивен Сандерс захвачен, и Джек с Чэйзом пытаются спасти город, обезвредив другие капсулы в вирусом. Впоследствии Джеку приходится отрубить руку Чэйзу, чтобы спасти город от вируса. В конце дня Джек срывается и плачет в машине, пока его никто не видит.

### Повороты сюжета, влияющие на следующие сезоны
- Становится известно, что у Джека героиновая зависимость.
- Джек Бауэр и Хлоя О’Браен подружились.
- Смерть Нины Маерс.
- Смерть Райана Шапеля.

## Персонажи

### Основной состав
- Джек Бауэр (Кифер Сазерленд)  главный герой сериала. Агент КТО.
- Ким Бауэр (Элиша Катберт)  дочь Джека, аналитик КТО. Девушка Чейза.
- Тони Алмейда (Карлос Бернард)  директор КТО. Муж Мишель.
- Мишель Десслер (Рейко Эйлсворт)  агент КТО. Жена Тони.
- Чейз Эдмундс (Джеймс Бэдж Дейл)  полевой агент КТО. Парень Ким.
- Дэвид Палмер (Деннис Хэйсберт) президент США.

### Приглашённые актёры
- Хлоя О'Брайан (Мэри Линн Райскаб) аналитик КТО.
- Шерри Палмер (Пенни Джонсон Джеральд) бывшая жена Дэвида Палмера.
- Рамон Салазар (Жоаким ди Алмейда) Мексиканский наркобарон.
- Адам Кауфман (Закари Куинто) аналитик КТО.
- Стивен Сондерс (Пол Блэкторн) бывший агент британской разведки. Основной антагонист третьего сезона.
- Нина Майерс (Сара Кларк) бывший агент КТО арестованная за помощь террористам.
- Уэйн Палмер (Д. Б. Вудсайд) брат Дэвида Палмера и глава его администрации.
- Райан Чапел (Пол Шульц[англ.])  представитель Подразделения курирующий работу КТО.
- Санни Мэйсер (Кристина Чанг) вирусолог из Центра по контролю заболеваний.
- Том Бейкер (Дэниел Дэ Ким) полевой агент КТО.

## Производство
В этом сезоне был показан истребитель F18 последней модели. Для успешных съёмок было заключено сотрудничество с морской пехотой США и Федеральным управлением гражданской авиации. Исследователь-вирусолог Энн Кофель (Anne Cofell) была нанята как консультант, чтобы отразить реальное взаимодействие с вирусом.

### Трейлер
Рекламный трейлер третьего сезона содержал большее количество спойлеров, чем трейлер второго сезона. В нём затронуты темы заговора, угрозу вируса, героиновую зависимость Бауэра, отношения Чэйза и Ким.

## Релиз на DVD
Третий сезон был выпущен на DVD: 1 регион в декабрь 7, 2004, регион 2 август 9, 2004.

## Эпизоды
| № общий | № в сезоне | Название                         | Режиссёр             | Автор сценария                                                                 | Дата премьеры   | Произв. код | Зрители в США (млн) |
| ------- | ---------- | -------------------------------- | -------------------- | ------------------------------------------------------------------------------ | --------------- | ----------- | ------------------- |
| 49      | 1          | «Day 3: 1:00 p.m. — 2:00 p.m.»   | Джон Кассар          | Джоэл Сурноу и Майкл Лосефф                                                    | 28 октября 2003 | 3AFF01      | N/A                 |
| 50      | 2          | «Day 3: 2:00 p.m. — 3:00 p.m.»   | Джон Кассар          | Джоэл Сурноу и Майкл Лосефф                                                    | 4 ноября 2003   | 3AFF02      | N/A                 |
| 51      | 3          | «Day 3: 3:00 p.m. — 4:00 p.m.»   | Иэн Тойнтон          | Говард Гордон                                                                  | 11 ноября 2003  | 3AFF03      | N/A                 |
| 52      | 4          | «Day 3: 4:00 p.m. — 5:00 p.m.»   | Иэн Тойнтон          | Стивен Крониш                                                                  | 18 ноября 2003  | 3AFF04      | N/A                 |
| 53      | 5          | «Day 3: 5:00 p.m. — 6:00 p.m.»   | Джон Кассар          | Эван Кац                                                                       | 25 ноября 2003  | 3AFF05      | N/A                 |
| 54      | 6          | «Day 3: 6:00 p.m. — 7:00 p.m.»   | Джон Кассар          | Даппи Деметриус                                                                | 2 декабря 2003  | 3AFF06      | N/A                 |
| 55      | 7          | «Day 3: 7:00 p.m. — 8:00 p.m.»   | Иэн Тойнтон          | Роберт Кокран и Говард Гордон                                                  | 9 декабря 2003  | 3AFF07      | N/A                 |
| 56      | 8          | «Day 3: 8:00 p.m. — 9:00 p.m.»   | Иэн Тойнтон          | Роберт Кокран и Говард Гордон                                                  | 16 декабря 2003 | 3AFF08      | N/A                 |
| 57      | 9          | «Day 3: 9:00 p.m. — 10:00 p.m.»  | Брэд Тёрнер          | Телесценарий: Эван Кац и Стивен Крониш Сюжет: Роберт Кокран и Говард Гордон    | 6 января 2004   | 3AFF09      | N/A                 |
| 58      | 10         | «Day 3: 10:00 p.m. — 11:00 p.m.» | Брэд Тёрнер          | Джоэл Сурноу и Майкл Лосефф                                                    | 13 января 2004  | 3AFF10      | N/A                 |
| 59      | 11         | «Day 3: 11:00 p.m. — 12:00 a.m.» | Джон Кассар          | Джоэл Сурноу и Майкл Лосефф                                                    | 27 января 2004  | 3AFF11      | N/A                 |
| 60      | 12         | «Day 3: 12:00 a.m. — 1:00 a.m.»  | Джон Кассар          | Телесценарий: Роберт Кокран и Говард Гордон Сюжет: Эван Кац и Стивен Крониш    | 3 февраля 2004  | 3AFF12      | N/A                 |
| 61      | 13         | «Day 3: 1:00 a.m. — 2:00 a.m.»   | Брайан Спайсер       | Телесценарий: Джоэл Сурноу и Майкл Лосефф Сюжет: Роберт Кокран и Стивен Крониш | 10 февраля 2004 | 3AFF13      | N/A                 |
| 62      | 14         | «Day 3: 2:00 a.m. — 3:00 a.m.»   | Брайан Спайсер       | Говард Гордон и Эван Кац                                                       | 17 февраля 2004 | 3AFF14      | 10.05               |
| 63      | 15         | «Day 3: 3:00 a.m. — 4:00 a.m.»   | Кевин Хукс           | Телесценарий: Роберт Кокран и Говард Гордон Сюжет: Майкл Лосефф                | 24 февраля 2004 | 3AFF15      | 10.50               |
| 64      | 16         | «Day 3: 4:00 a.m. — 5:00 a.m.»   | Кевин Хукс           | Эван Кац и Стивен Крониш                                                       | 30 марта 2004   | 3AFF16      | 11.50               |
| 65      | 17         | «Day 3: 5:00 a.m. — 6:00 a.m.»   | Иэн Тойнтон          | Роберт Кокран и Стивен Крониш                                                  | 6 апреля 2004   | 3AFF17      | 10.77               |
| 66      | 18         | «Day 3: 6:00 a.m. — 7:00 a.m.»   | Иэн Тойнтон          | Говард Гордон и Эван Кац                                                       | 18 апреля 2004  | 3AFF18      | 6.47                |
| 67      | 19         | «Day 3: 7:00 a.m. — 8:00 a.m.»   | Джон Кассар          | Майкл Лосефф                                                                   | 20 апреля 2004  | 3AFF19      | 10.54               |
| 68      | 20         | «Day 3: 8:00 a.m. — 9:00 a.m.»   | Джон Кассар          | Вёрджил Уильямс                                                                | 27 апреля 2004  | 3AFF20      | 11.13               |
| 69      | 21         | «Day 3: 9:00 a.m. — 10:00 a.m.»  | Фредерик Кинг Келлер | Джоэл Сурноу и Майкл Лосефф                                                    | 4 мая 2004      | 3AFF21      | 11.09               |
| 70      | 22         | «Day 3: 10:00 a.m. — 11:00 a.m.» | Фредерик Кинг Келлер | Телесценарий: Эван Кац и Стивен Крониш Сюжет: Роберт Кокран и Говард Гордон    | 11 мая 2004     | 3AFF22      | 12.19               |
| 71      | 23         | «Day 3: 11:00 a.m. — 12:00 p.m.» | Джон Кассар          | Телесценарий: Роберт Кокран и Говард Гордон Сюжет: Эван Кац и Стивен Крониш    | 18 мая 2004     | 3AFF23      | 10.97               |
| 72      | 24         | «Day 3: 12:00 p.m. — 1:00 p.m.»  | Джон Кассар          | Джоэл Сурноу и Майкл Лосефф                                                    | 25 мая 2004     | 3AFF24      | 12.31               |